# دائرة أرخميدية

توأم دائرتا أرخمدس. طول قطر نصف الدائرة الكبيرة هو وحدة طول واحدة.

في الهندسة، الدائرة الأرخميدية هي دائرة مُنشأة من الأربيلوس ولها نفس شعاع كلّاً من توأم دائرتي أرخميدس. يُرمز لشعاع الدائرة الأرخميديّة بالرّمز ρ ويُعطى بالمعادلة الآتية:
{\displaystyle \rho ={\frac {1}{2}}r\left(1-r\right),}
حيث أن r هي نسبة الضّلعين AB/AC والموضّحة في الشكل على اليمين. هناك أكثر من 50 طريقة مُختلفة لإنشاء الدوائر الأرخميديّة.

## الأصل
أنشأ أرخميدس الدائرة الأرخميدية للمرّة الأولى في كتابه «كتاب المُسلّّمات». حيث أنشأ ما يُعرف الآن بتوأم دائرتي أرخميدس.

## دوائر أرخميدية أخرى

### ليون بانكوف
ليون بانكوف أنشأ دوائراً أرخميديةّ أخرى عُرفت باسم دوائر بانكوف الثلاثية، ودوائر بانكوف الرباعية.
|                                               |  |  |
| خط شوخ (بالأزرق) ومثال لدوائرة ووه (بالأخضر). |  |  |

### Thomas Schoch
في عام 1978م، توماس شوخ وجدت دوائر أرخميديّة أخرى سُمّيت باسم دوائر شوخ، والتي نُشرت عام 1998 م. وكذلك أنشأ ما يُعرف بخط شوخ.

### بيتر واي. وُوه
درس بيتر واي. ووه خط شوخ، وبه، كان قادراً على إنشاء مجموعة من لانهائية من الدوائر الأرخميدية التي تُعرف بدوائر ووه.

### فرانك باور
في صيف عام 1998م، قدّم فرانك باور 4 دوائر أرخميدية عُرفت باسم رُباعيّات أرخميدس.